# 생활용품
생활용품(生活用品, 영어: household goods)은 인간이 생활하는데 있어서 필요로 하는 물건을 말한다. 필요한 범위를 좁혀 생활필수품(生活必需品) 또는 생필품(生必品)이라고도 지칭하는 경우도 있다. 보통은 생활에 필요한 잡화 등을 가리키나, 식료품이나 의류제품, 가전제품 등이 포함되는 경우도 있다.
대부분의 생활용품은 대량소비를 전제로 대량생산과정을 거쳐 만들어지며, 온·오프라인 마켓을 통해 공급된다. 일반 사회 전체의 윤택함의 지표로 일반 근로자 가정에서 소비되는 생활용품의 종류와 그 소비량의 정도가 참조되기도 한다. 생활용품은 마트 또는 슈퍼마켓에서 식료품, 피복 등과 함께 취급되는 주요 물품 가운데 하나다. 생활필수품은 대부분 생활용품에 포함되나, 그 반대의 경우, 즉 모든 생활필수품이 생활용품인 것은 아니다. 이는 취향에 따라 선택되는 기호품이나 취미의 범주에 포함되는 물건 또한 생활용품에 포함될 수 있기 때문이다.

## 생활용품의 예
- 위생용품
  - 종이제품: 두루마리 휴지, 티슈, 물티슈, 기저귀 등
  - 생리용품 (생리대, 탐폰, 라이너 등)
  - 의료품: 마스크, 반창고, 붕대, 의료용 테이프, 의료기기(혈압계, 체온계 등), 손난로 등)
  - 구강위생용품: 치약, 칫솔, 구강 세정제, 치실, 치간칫솔, 의치 세정액, 이쑤시개, 씹는 칫솔 등
  - 바디케어 용품 (비누 등)
  - 스킨케어 용품: 핸드크림, 립밤, 자외선 차단제 등)
  - 모발케어 용품: 샴푸, 린스, 모발 염색제, 헤어 스프레이, 헤어 무스, 육모제 등
  - 페이스케어 용품: 세안 클렌징 폼, 클렌징 오일 등
  - 면도 용품: 면도기, 면도날 등
  - 입욕제
  - 아로마용품
- 세제
  - 세탁용: 비누, 표백제, 섬유유연제, 냄새제거제, 세탁기 클리닝제 등
  - 주택용: 얼룩제거제(타일, 바닥, 기름때, 파이프 등), 화장실용 클리너, 냄새제거제 등
  - 부엌용: 식기용 세제, 클렌저, 식기용 표백제 등
- 가정용품
  - 부엌용: 수세미, 스펀지, 페이퍼 타월, 수건, 식기, 조리기구, 랩필름, 알루미늄 포일, 부엌용 비닐봉투, 냉장고 냄새제거제, 폐유처리제 등
  - 욕실용: 스펀지, 수건, 목욕매트 등
  - 화장실용품 (화장실 브러시, 휴지걸이, 변기 깔개 등
  - 세탁용품: 옷걸이, 투명 장갑, 빨래 건조대 등
- 청소용품: 쓰레기 봉투, 걸레, 빗자루, 수납용 시트 등
- 화장품 (립스틱-파운데이션-아이섀도-마스카라-미백미용액-화장수-유액-보습팩네일러 등)
  - 화장소품: 화장용 코튼, 손거울, 빗 등
- 가정용 화학제품
  - 살충제 및 관련 용품
  - 방충제 (장롱용, 수납 케이스용 등)
  - 습기제거제 (장롱용, 신발장용 등)
  - 방향제 (거실용, 화장실용, 의류용, 차내용 등))
- 기타 잡화품
  - 건전지
  - 사진 필름
  - 성냥, 라이터, 양초 등
- 문구류
- 원예용품
- 애완동물용품

## 사진

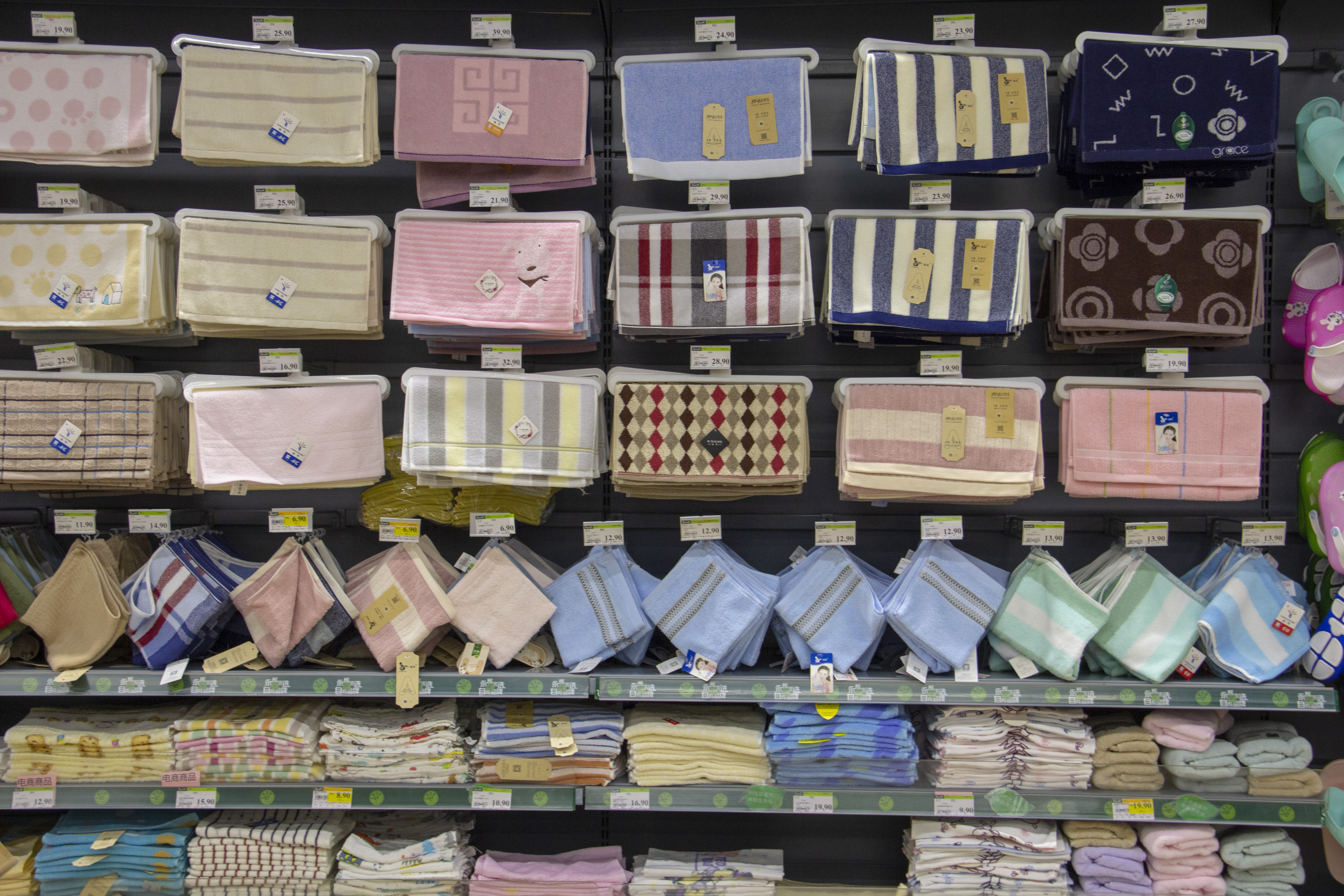
여러 가지 색상의 수건 1
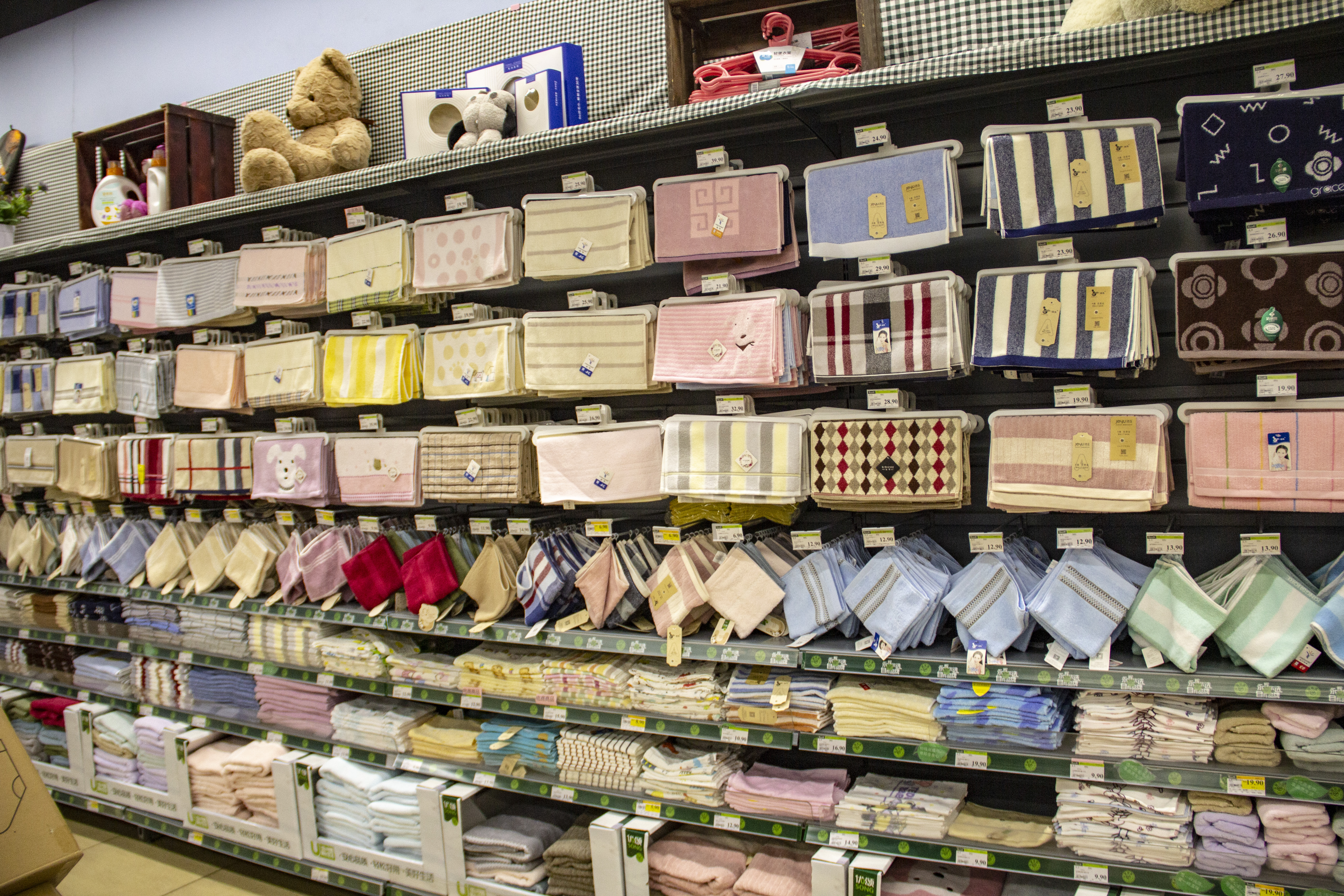
여러 가지 색상의 수건 2
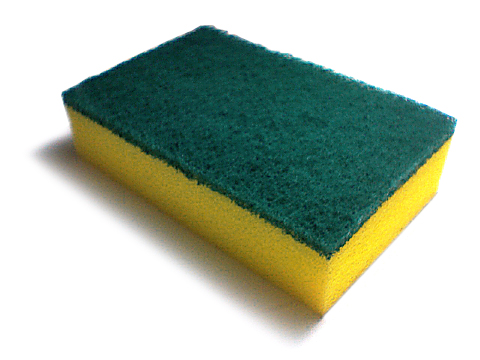
주방용 스펀지의 모습 1
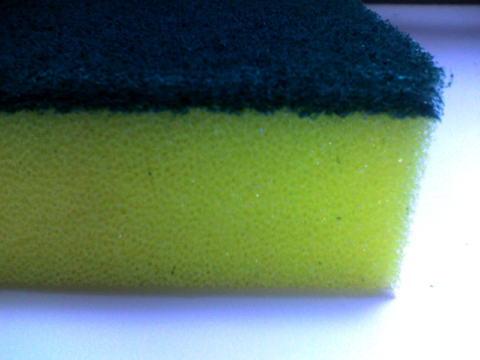
주방용 스펀지의 모습 2

## 같이 보기
- 내구소비재